# Мајкл Грос
Мајкл Едвард Грос (енгл. Michael Edward Gross; Чикаго, 21. јуна 1947) амерички је телевизијски, филмски и позоришни глумац. Најпознатији је по улози Стивена Китона у ситкому Породичне везе (1982—1989), као и по улози сурвивалисте Берта Гамера у свих седам филмова хорор серијала Подрхтавање (1990—2020).
Дипломирао је уметност на Универзитету у Чикагу, док је звање мастера лепих уметности стекао на Универзитету Јејл. У јуну 1984. оженио је Елзу Бергерон, с којом је и данас у браку. Иако нема биолошке деце, Грос је очух Елзине две ћерке.

## Филмографија
| Улоге Мајкла Гроса |                                          |               |                               |                        |
| Година             | Српски назив                             | Изворни назив | Улога                         | Напомена               |
| 1982—1989.         | Породичне везе                           |               | Стивен Китон                  | ТВ серија, 171 епизода |
| 1987.              | Дороти упознаје Озму из Оза              |               | домаћин                       |                        |
| 1988.              | Велики посао                             |               | др Џеј Маршал                 |                        |
| 1990.              | Подрхтавање                              |               | Берт Гамер                    |                        |
| 1993.              | Бетмен: Анимирана серија                 |               | Лојд Вентрикс / Моџо          | глас                   |
| 1996.              | Подрхтавање 2: Нови удар                 |               | Берт Гамер                    |                        |
| 1999.              | Али Мекбил                               |               | господин Волп                 | ТВ серија, 1 епизода   |
| 2000.              | Ред и закон                              |               | Карл Брадок                   | ТВ серија, 1 епизода   |
| 2000.              | Сви градоначелникови људи                |               | др Питерсон                   | ТВ серија, 1 епизода   |
| 2001.              | Подрхтавање 3: Повратак у Перфекшн       |               | Берт Гамер                    |                        |
| 2001—2004.         | Ургентни центар                          |               | Џон Картер старији            | ТВ серија, 6 епизода   |
| 2002.              | Ред и закон: Злочиначке намере           |               | др Чарлс Веб                  | ТВ серија, 1 епизода   |
| 2002—2016.         | Ред и закон: Одељење за специјалне жртве |               | Џефри Прајнс / Артур Естерман | ТВ серија, 2 епизоде   |
| 2004.              | Подрхтавање 4: Легенда почиње            |               | Хирам Гамер                   |                        |
| 2005.              | Место злочина: Њујорк                    |               | Том Ендекот                   | ТВ серија, 1 епизода   |
| 2006—2011.         | Како сам упознао вашу мајку              |               | Алфред Мозби                  | ТВ серија, 3 епизоде   |
| 2007.              | Бостонски адвокати                       |               | отац Николас Маклинтон        | ТВ серија, 1 епизода   |
| 2010.              | Паркови и рекреација                     |               | Мајкл Тансли                  | ТВ серија, 1 епизода   |
| 2011.              | Породични човек                          |               | Стивен Китон                  | ТВ серија, 1 епизода   |
| 2011.              | Без одушевљења, молим                    |               | дерматолог др Ривкин          | ТВ серија, 1 епизода   |
| 2012.              | Место злочина: Лас Вегас                 |               | председник Роб Остин          | ТВ серија, 1 епизода   |
| 2014.              | Одела                                    |               | Волтер Гилис                  | ТВ серија, 4 епизоде   |
| 2014.              | Без љутње, молим                         |               | др Езра Каплан                | ТВ серија, 2 епизоде   |
| 2015.              | Подрхтавање 5: Крвне везе                |               | Берт Гамер                    |                        |
| 2018.              | Подрхтавање 6: Хладан дан у паклу        |               | Берт Гамер                    |                        |
| 2020.              | Подрхтавање 7: Острво Шрикер             |               | Берт Гамер                    |                        |